# Національна й університетська бібліотека Словенії
Національна й університетська бібліотека (словен. Narodna in univerzitetna knjižnica, словен. NUK) — головна наукова бібліотека Словенії. Заснована 1774 року. Знаходиться в центрі столиці країни, місті Любляна, між вулицями Тур'яшка (Turjaška ulica), Госпоска (Gosposka ulica) та Вегова (Vegova ulica), в будинку, побудованому за проектом архітектора Йоже Плечника між 1936 і 1941 роками. Будівля вважається одним з найвидатніших проектів Плечника. Бібліотека є членом міжнародного консорціуму УДК.

## Історія
Близько 1774 року після скасування Ордена єзуїтів на залишках від Єзуїтської та декількох монастирських бібліотек було засновано Ліцейську бібліотеку. Бібліотека була заснована згідно з декретом імператриці Марії Терезії. Надання примірників та копій публікацій ліцейській бібліотеці стало обов'язковим за рішенням австрійського суду 1807 року. Це стосувалося всіх публікацій, що видавалися у Крайні, за винятком короткого періоду французької окупації, коли в бібліотеку надходили копії з усіх Іллірійських провінцій. 1919 року бібліотека стала називатися Державною довідковою та почала збирати публікації зі всій Словенії. У тому ж році був заснований Люблянський університет (перший словенський університет), тож бібліотека стала також обслуговувати і його потреби. 1921 року стало обов'язковим надавати примірники публікацій, що виходили друком у всій Югославії. 1938 року бібліотека була названа університетською.

## Архітектура
З 1791 року бібліотека розташовувалася в будівлі Люблянського ліцею. 1919 року додаткове тимчасове приміщення було виділено у будівлі Полянської гімназії. В 1930-1931 роках проект нової будівлі для бібліотеки розроблявся архітектором Йоже Плечник. Початковий проект зустрів опір югославської влади у Белграді. Однак постійні студентські протести та демонстрації змусили владу переглянути своє рішення, і нова будова була споруджена між 1936 і 1941 роками компанією Матко Курка.

## Фонди
За  Актом про обов'язкове копіюванні публікацій , видавці в Словенії зобов'язані надати в національну та університетську бібліотеку примірник усіх публікації . 2011 року в бібліотеці зберігалося близько 1 307 000 книг, 8 700 рукописів та багато інших текстових, візуальних та мультимедійних одиниць зберігання, Бібліотека також має передплату (в 2010) на близько 7900 періодичних видань. Книги та інші матеріали містяться в сховищах на вулиці Турьяшка ([Turjaška ulica] Помилка: {{Lang}}: текст вже має курсивний шрифт (допомога)) та вулиці Лескошкова дорога ([Leskoškova cesta] Помилка: {{Lang}}: текст вже має курсивний шрифт (допомога)). Є проблеми з місцем зберігання, тому в найближчому майбутньому планується спорудити нову сучасну будівлю неподалік від теперішньої бібліотеки.